# Faureia vittigera
Faureia vittigera är en insektsart som först beskrevs av Karsch 1893.  Faureia vittigera ingår i släktet Faureia och familjen gräshoppor. Inga underarter finns listade i Catalogue of Life.